# Давиташвили, Теймураз Николаевич
Теймураз Николаевич Давиташвили — советский хозяйственный, государственный и политический деятель.

## Биография
Родился в 1919 году в Кутаисе. Член КПСС с 1942 года.
С 1941 года — на хозяйственной, общественной и политической работе. В 1941—1988 гг. — контролер, мастер, заместитель начальника, начальник цеха, секретарь партбюро Тбилисского станкостроительного завода им. С. М. Кирова, первый секретарь Ленинского райкома партии города Тбилиси, ответственный организатор отдела ЦК КП Грузии, Министр автомобильного транспорта Грузинской ССР.
Избирался депутатом Верховного Совета Грузинской ССР 4-11-го созывов.
Умер в Тбилиси в 2010 году.